# 土木技術 (雑誌)
土木技術（どぼくぎじゅつ）は、土木技術社が発行していた月刊の専門雑誌。土木の実務に関する内容を掲載していた。発行・出版は「理工図書株式会社」である。発行部数は8,000部（2022年現在）。
土木技術は、土木関連の有識者で構成される編集委員会で内容が決定されている。2022年11月28日発売の12月号を以って休刊した。

## 沿革
1922年に、鉄道技術関係情報を扱う株式会社である鉄道時報局内に雑誌を編集出版する「シビル社」が発足。月刊で土木と建築関連の雑誌である『CIVIL ENGINEERING & ARCHITECTURE』を創刊した。当時の雑誌内容としてほとんどが架橋など構造駆体（躯体）に関する技術情報で占められている。その後、『土木工学』を発行していた工業雑誌社と、『工学』を発行していた東京工学社と、シビル社が合併し土木技術社となり、1940年に同誌が創刊された。
1944年に土木技術社と土木雑誌社が合併し土木科学社となり、誌名を『土木科学』に改めて新創刊するも、同年に休刊。1946年に誌名を『土木技術』に戻して復刊する。
2022年9月28日、理工図書は「雑誌市場が加速度的に縮小する中、毎月発行を維持することが困難となり、創刊100年という節目の年をもって、一定の役割を終えたという断腸の思いで休刊することを決意いたしました」とし、同年12月号を以って休刊を発表した。